# Francesc de Paula Van Halen i Gil
Francesc de Paula Van Halen i Gil (Vic, 3 de març de 1814 - Madrid, 11 de febrer de 1887) va ser un pintor i dibuixant, conegut especialment per les seves obres d'història, com el quadre La Batalla de les Navas de Tolosa que s'exhibeix al Palau del Senat, cambra que posseeix dues versions d'aquesta obra en diferent format. Igualment són nombrosos els seus llenços exhibits al Palau Reial de Madrid, i d'altres palaus dels Reials i edificis del Patrimoni Nacional. Va rebre la protecció de la reina Elisabet II i del seu espòs Francesc d'Assís que li van fer nombrosos encàrrecs. Va ser acadèmic supernumerari de la Reial Acadèmia de Belles Arts de Sant Ferran i pintor de cambra d'Elisabet II, comptant amb els informes favorables dels primers pintors de cambra: Vicent López i Portaña i José de Madrazo. Era fill natural legitimat del general i aventurer espanyol d'origen flamenc-italià Juan Van Halen i Sarti (1788-1864) i de la senyoreta Maria Gil Sarriá. La ciutat de Vic té un carrer amb el seu nom.

## Trajectòria
Es va iniciar com a pintor a Barcelona i després es va traslladar a Madrid per estudiar a la Reial Acadèmia de Belles Arts de San Fernando sota la direcció del mestre José Aparicio Inglada. Amb 24 anys es va fer conèixer al gran públic amb l'obra històrica La muerte de don Álvaro de Luna, destacada en l'Exposició del Liceu Artístic i Literari de 1838. A partir d'aquí va començar a treballar com a dibuixant i gravador a les principals revistes pictòriques que en aquella època s'editaven a Madrid y editant ell pròpiament col·leccions litogràfiques com La España Pintoresca y Artística, El Museo Histórico Español, El Museo Histórico Universal, El Álbum Regio i Museo Militar. Va ser celebrada, i reeditada a mitjan segle xx, la seva col·lecció Función de Toros. El 1851 va ser nomenat pintor de cambra d'Elisabet II i escollit acadèmic supernumerari de Belles Arts de Sant Ferran. Va acabar treballant com a dibuixant científic del Museu Nacional de Ciències Naturals de Madrid i com retratista de la cort. El 1860 Van Halen va rebre menció honorífica de primera classe a l'Exposició Nacional de Belles Arts pel seu quadre Una manada de toros en las orillas del Jarama, i el 1864 va repetir aquest reconeixement amb la citada obra La Batalla de les Navas de Tolosa.
Francesc de Paula Van Halen va contraure matrimoni amb Margarita Corradi, germana de Fernando Corradi, i van ser pares de Margarita Van Halen y Corradi, escriptora, autora de la novel·la Un conde condenado que segons Pío Baroja no està malament i té descripcions del Rastre i dels barris populars de Madrid.
Van Halen és considerat un dels més estimables pintors d'història del segle xix. I va ser comandant de l'Orde d'Isabel la Catòlica d'Espanya, i commanador de l'Orde de Leopold de Bèlgica.

## Algunes obres
Entre les seves obres del Museu del Prado es troba La Batalla de les Navas de Tolosa, en dipòsit en el Senat des de 1864, exhibit al despatx del seu president.El Senat posseeix una altra versió anterior d'aquest llenç, de format més petit, que Van Halen havia pintat per encàrrec de Francesc d'Assís d'Espanya. Obres litogràfiques seves són El Monasterio de El Escorial, El acueducto de Segovia, Estacadas cartaginenses, Degollador galo, Honderos primitivos i Infantería Cartaginesa, treballs al llapis sobre paper. Al Museu del Romanticisme de Madrid s'exhibeix el seu llenç Un húsar; al saló del tron del Palau Reial de Brussel·les es troba la seva obra en gran format Abdicación de Carlos V i al Museu Carlista d'Estella hi ha penjada la seva pintura Batalla en la primera guerra Carlista.

Obres
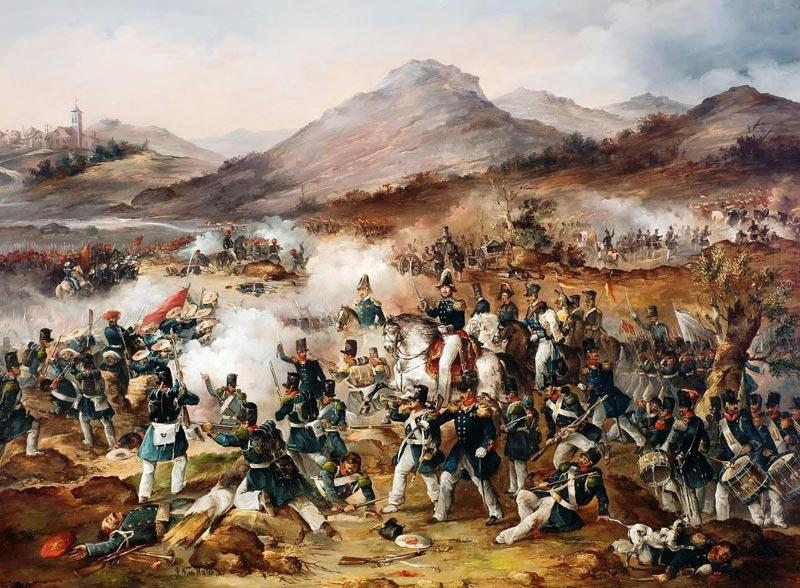
Batalla en la primera guerra Carlista.
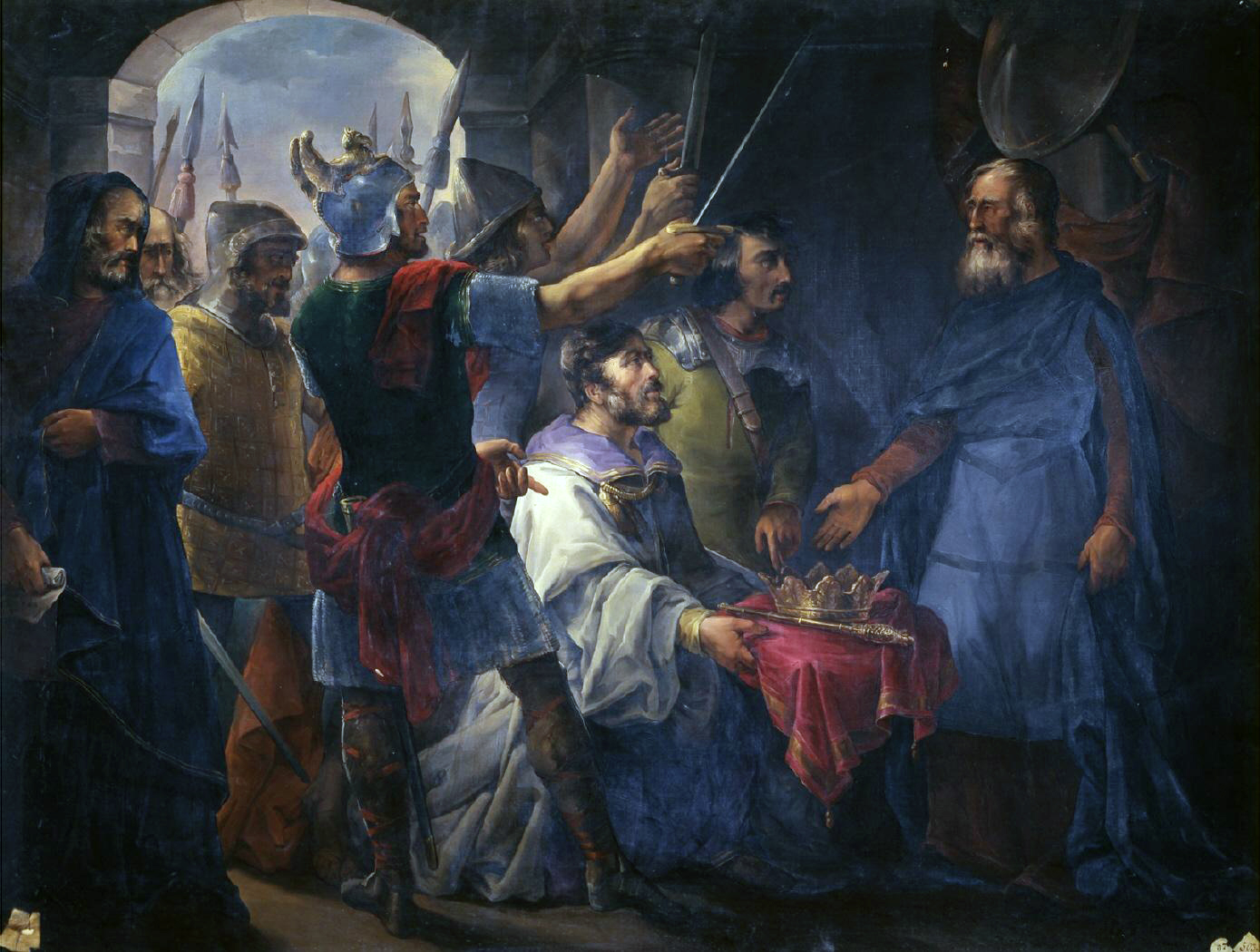
La Elección de Wamba como Rey.
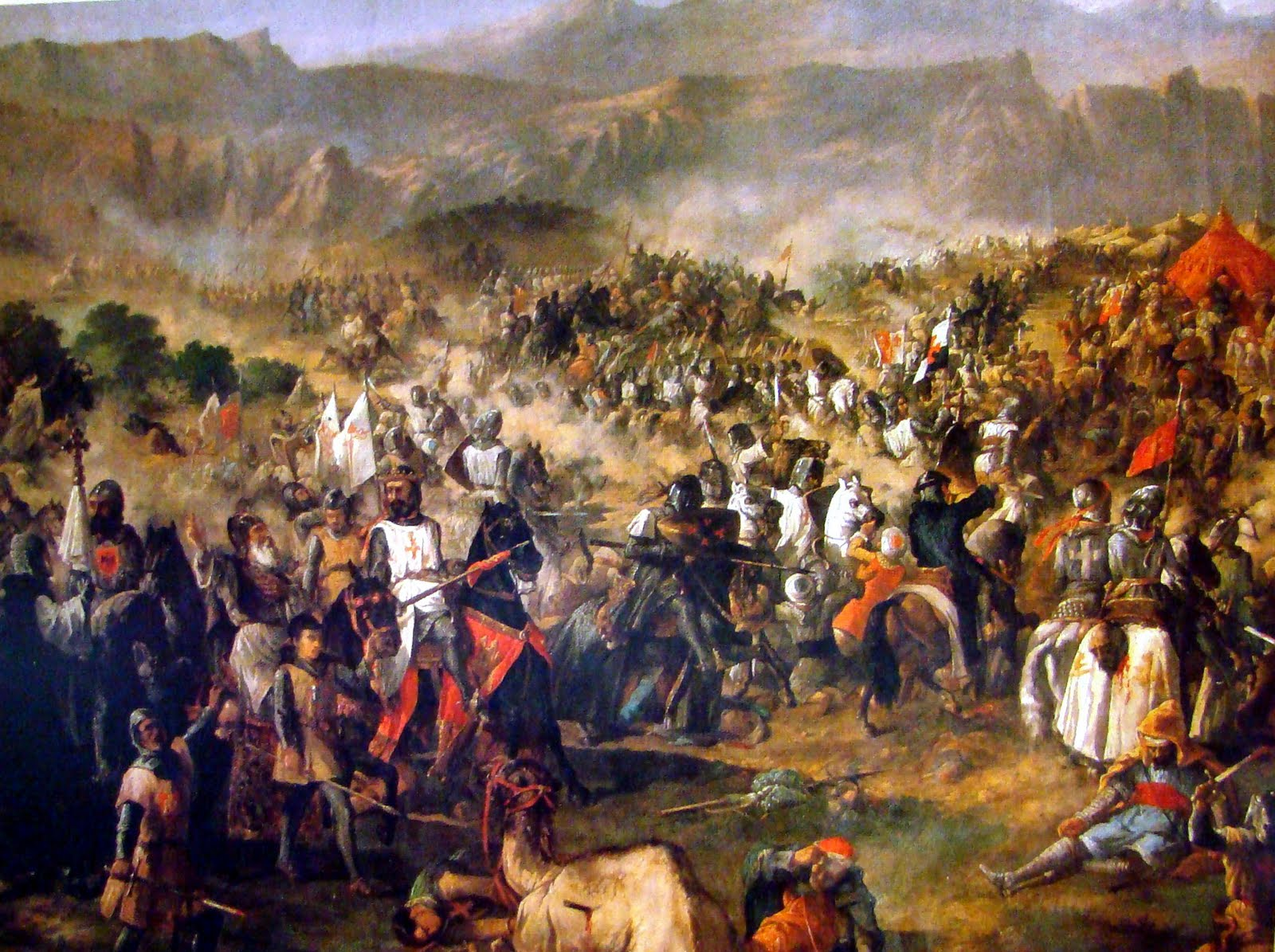
Detall central de La Batalla de las Navas de Tolosa.

Al Palau de San Telmo, de Sevilla, va penjar en el seu moment La Defensa de Zaragoza, pintat per encàrrec del duc de Montpensier. Francesc d'Assís li va encarregar diversos llenços, entre ells La rendición de Granada amb destinació a la seva habitació. Al Palau Reial de Madrid es troben, entre d'altres, La Entrada de Isabel I en el campo cristiano, El combate de Garcilaso y Tarfe o Triunfo del Ave María y La llegada de la Reina Isabel la Católica a la iglesia mayor de Segovia tras su proclamación. D'altres obres a diversos palaus reials: La Rendición de la plaza de Niza por los españoles, La entrada de don Juan de Austria en Bruselas y diversos retrats de la reina. A la Reial Acadèmia de Sant Ferran penja La Elección de Wamba como Rey. Com a autor de retrats se li deuen, entre d'altres, el Retrat de Moratín, el Retrat de Lope de Vega, i el Retrat de Rosini. Va pintar, a més a més, diversos retrats del rei Alfons XII per encàrrec de corporacions provincials.
Reconegut pintor de batalles, entre les seves obres d'aquesta especialitat destaquen, La batalla de los Siete Condes, pintado por encargo de la reina, La Batalla de Peracamps, La Batalla de Covadonga, La Batalla de Peñacerrada, La Batalla de Lepanto, La Batalla de Olmedilla, y La Batalla de Lucena.